# Sacha Fenestraz
Sacha Fenestraz Jules (28 de julho de 1999) é um automobilista francês. Entre 2017 e 2018, ele fez parte da academia de jovens pilotos da Renault, a Renault Sport Academy.

## Carreira
Fenestraz, que se mudou para a Argentina aos 6 meses de idade, iniciou a carreira no automobilismo em 2006, disputado campeonatos de kart no país sul-americano e também na França. A estreia em monopostos foi em 2015, disputando a Fórmula 4 Francesa, onde foi campeão da categoria júnior e vice na classificação geral.
Entre 2016 e 2017, disputou a Eurocopa de Fórmula Renault 2.0 e a Fórmula Renault 2.0 NEC, sendo campeão da primeira em 2017. Participou também da Fórmula 3 Europeia ao serviço da Carlin Motorsport, e disputou ainda as duas últimas rodadas-duplas da temporada da GP3 Series, não pontuando em nenhuma delas.

### Fórmula E
Em fevereiro de 2020, Fenestraz foi nomeado como um dos participantes da equipe Panasonic Jaguar Racing no teste de estreante em Marraquexe. No teste, Fenestraz estabeleceu o quarto melhor tempo da sessão da manhã e terminou em décimo no geral na sessão da tarde e na classificação geral. No ano seguinte, Fenestraz foi nomeado piloto reserva da Jaguar para a abertura da temporada 2021–22 em Riade.
Em 3 de agosto de 2022, foi anunciado que Fenestraz havia assinado um contrato de três anos com a Nissan para competir na Fórmula E pela equipe japonesa a partir da temporada de 2022–23. Com isso, ele permaneceu na equipe Nissan para a disputa da temporada de 2023–24.
No entanto, depois de ter sido frequentemente superado pelo companheiro de equipe, Oliver Rowland, durante toda a temporada, a Nissan anunciou que não iria exercer a opção em seu contrato com Fenestraz para uma terceira temporada e, que ele deixaria a equipe após o final do campeonato de 2023–24. Com Fenestraz sendo substituído por Norman Nato na temporada seguinte.